# Neoleptoneta novaegalleciae
Neoleptoneta novaegalleciae là một loài nhện trong họ Leptonetidae.
Loài này thuộc chi Neoleptoneta. Neoleptoneta novaegalleciae được P. M. Brignoli miêu tả năm 1979.